# La Neuvelle-lès-Lure
La Neuvelle-lès-Lure – miejscowość i gmina we Francji, w regionie Burgundia-Franche-Comté, w departamencie Górna Saona.
Według danych na rok 1990 gminę zamieszkiwały 254 osoby, a gęstość zaludnienia wynosiła 52 osoby/km² (wśród 1786 gmin Franche-Comté La Neuvelle-lès-Lure plasuje się na 494. miejscu pod względem liczby ludności, natomiast pod względem powierzchni na miejscu 813.).